# Selles-sur-Cher (ost)

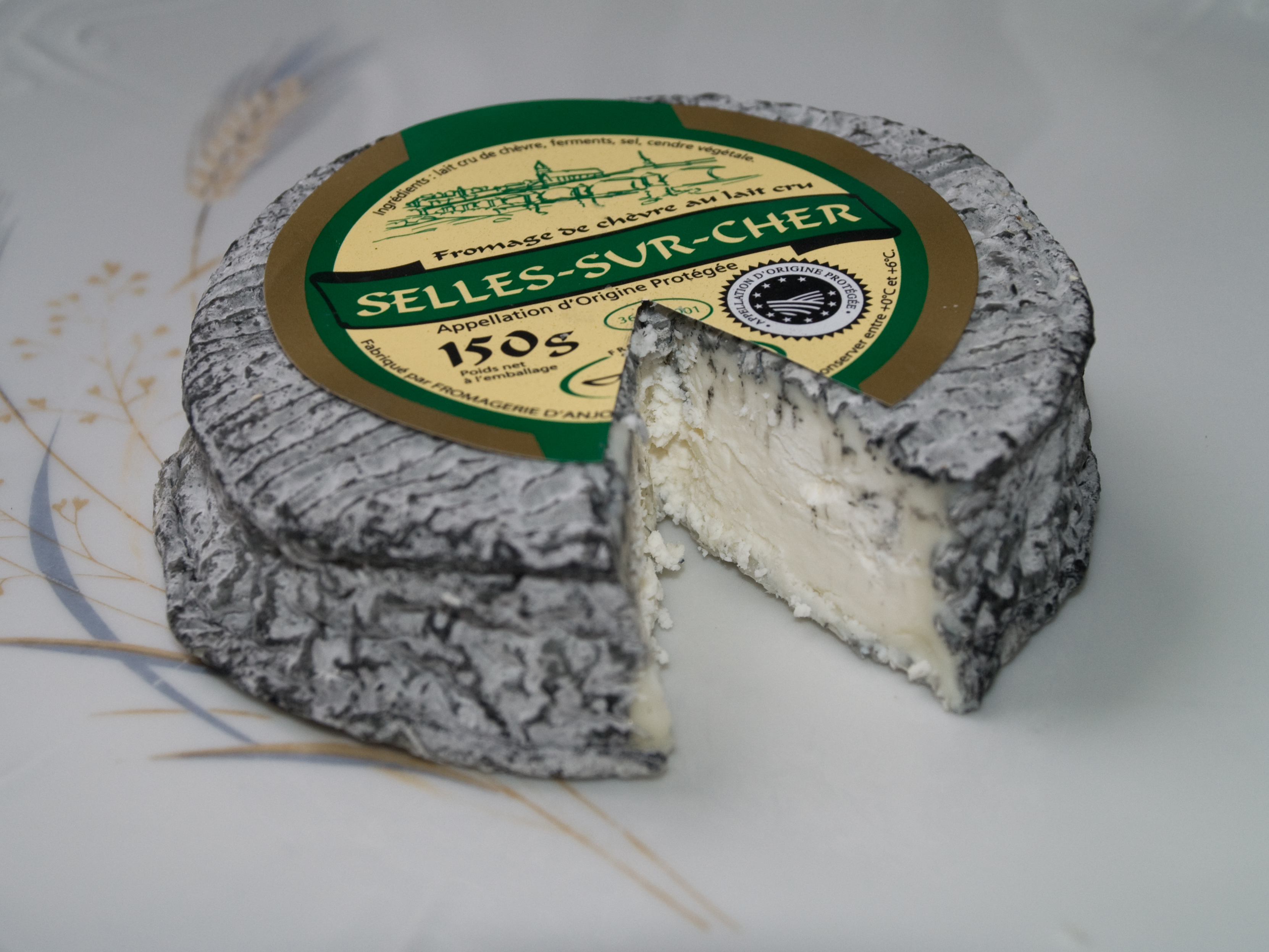
Selles-sur-Cher

Selles-sur-Cher är en fransk ost tillverkad i Selles-sur-Cher, Centre-Val de Loire. Det är en liten ost baserad på getmjölk. Medelvikten är 150 gram. Selles-sur-Cher är skyddad av franska ursprungsmärkningen AOC.